# Alameda metróállomás
Alameda metróállomás a Zöld és a Vörös metró vonalak találkozásában található a Lisszabon Metrón.

## Története
A zöld vonal ezen szakasza 1972 júniusában nyílt meg Arroios, Areeiro, Roma és Alvalade állomásokkal együtt. Az állomás eredeti építészeti tervét Dinis Gomes készítette, Maria Keil plasztikus művész installációs művészetével.
Az állomás teljes felújítása 1998 márciusában fejeződött be, amely magában foglalta a meglévő állomás összekötését a vörös vonallal. A projekt építésze Manuel Tainha, a művész Luís Noronha da Costa volt.
A Vörös Vonal állomása 1998 májusában nyílt meg az Olaias, a Bela Vista, a Chelas és az Oriente állomásokkal együtt azzal a céllal, hogy kiterjessze a hálózatot az Expo '98 területére. Ennek építészeti tervét szintén Manuel Tainha, valamint Costa Pinheiro és Juhana Blomstedt plasztikusok, valamint Alberto Carneiro szobrászművész alkotása alkotja.
1997. október 19-én reggel, az állomás felújításakor két munkást megölt egy robbanás.

## Metróvonalak
Az állomást az alábbi metróvonalak érintik:
- vörös vonal
- zöld metró

## Kapcsolódó állomások
Az állomáshoz az alábbi állomások vannak a legközelebb:
- Olaias (Aeroporto metróállomás, vörös vonal)
- Saldanha station (São Sebastião metróállomás, vörös vonal)
- Areeiro station (Telheiras station, zöld metró)
- Arroios station (Cais do Sodré metróállomás, zöld metró)